# Lee Seung-hoon
Lee Seung-hoon (hangul: 이승훈; hanja: 李承勳; rr: I Seung-hun; MR: Yi Sŭng-hun; nascido em 11 de janeiro de 1992), mais conhecido pelo seu nome artístico Hoony, é um cantor, rapper, compositor e coreógrafo sul-coreano. Ele é popularmente conhecido por ser integrante do grupo masculino Winner,  formado em 2013 pela YG Entertainment através do programa de sobrevivência "WIN: Who is Next?".

## Vida e carreira

### Vida pregressa
Seunghoon nasceu em 11 de Janeiro de 1992, em Busan, Coreia do Sul. Ele se mudou para Seul depois de se formar no segundo grau. Ele fez audição para o "Korea's Got Talent" como parte do grupo de dança 'Honest Boys'. Ele também trabalhou como coreógrafo para uma performance de flash mob de G-Dragon.

### K-pop Star
Em 2011, Seunghoon passou na audição para o K-Pop Star, da SBS, um programa de audições para empresas de entretenimento. Ele passou com sucesso pelo Top 10 antes de ser eliminado no "7th Live Round" em 15 de Abril de 2012, ficando em quarto lugar. Seunghoon apareceu em 8 de Maio do episódio de "Strong Heart" da SBS com outros finalistas.
Em 16 de maio de 2012, foi anunciado que Seunghoon tinha assinado um contrato exclusivo com a YG Entertainment e logo em seguida se tornou um trainee. Em 19 de Maio, ele se apresentou no Festival da Juventude em Yeouido, Seul. Ele também foi fotografado pela Moke Najung para uma propagação na edição de Junho de 2012 da Coréia, intitulada "Boys Like Girls", junto com o concorrente do K-Pop Star Park Jae-hyung.

### WINNER
Veja o artigo principal Winner (grupo)
Em 25 de fevereiro de 2013, foi anunciado que Seunghoon seria parte do novo grupo da YG. Em 1 de agosto, a conta da YG Entertainment no Youtube postou uma performance de dança feita por um grupo masculino de trainees. Um novo programa de "sobrevivência" para trainees foi anunciado no dia 23 na Mnet. Chamado "WIN: Who Is Next?" o programa dividiu os trainees homens da YG em dois grupos para competir por uma chance de debut. Seunghoon foi escolhido como parte do Team A. No dia 25 de outubro, Team A venceu a batalha contra o Team B após vencerem três votações públicas no reality show e iriam debutar com o nome "WINNER". Seunghoon fez sua primeira aparição pública como parte do WINNER na primeira performance no palco do grupo em 15 de novembro, Saitama, Japão, quando WINNER abriu o Seibu Dome para o Big Bang. WINNER lançou seu primeiro single em 12 de agosto de 2014.

## Discografia

### K-Pop Star Singles
| Título                                       | posição atingida | posição atingida | Álbum                                      |
| Título                                       | KOR Gaon         | KOR Billboard    | Álbum                                      |
| -------------------------------------------- | ---------------- | ---------------- | ------------------------------------------ |
| "Ma Boy 2" Baek A-yeon (feat. Lee Seunghoon) | 50               | 67               | SBS K팝 스타 SPECIAL No.3 (Digital Single) |

| Song                   | Artist                                                     | Album                                | Notes                              |
| ---------------------- | ---------------------------------------------------------- | ------------------------------------ | ---------------------------------- |
| "I Know"               | Seo Tai-ji & Boys                                          | SBS K팝 스타 Top 10 (Digital Single) |                                    |
| "Bobbed Hair"          | Jo Yong-pil                                                | SBS K팝 스타 Top 9 (Digital Single)  |                                    |
| "When I Can't Sing"    | Se7en                                                      | SBS K팝 스타 Top 8 (Digital Single)  |                                    |
| "I Like to Move it"    | Trilha Original do Madagascar, originalmente por will.i.am | SBS K팝 스타 Top 7 (Digital Single)  | rap original                       |
| "Mother’s Doenjangguk" | Dynamic Duo feat Ra.D                                      | SBS K팝 스타 Top 6 (Digital Single)  | com Choi Rae Seong e Park Jung Eun |
| "Champion"             | Psy                                                        | SBS K팝 스타 Top 5 (Digital Single)  |                                    |
| "Successful"           | Drake (feat. Trey Songz & Lil Wayne)                       | SBS K팝 스타 Top 4 (Digital Single)  | "Show Must Go On" Rap original     |

## Créditos de Produção
| Artista | Música        | Papel         | Album    |
| ------- | ------------- | ------------- | -------- |
| Winner  | "Color Ring"  | co-compositor | 2014 S/S |
| Winner  | "Don't Flirt" | co-compositor | 2014 S/S |
| Winner  | "But"         | co-compositor | 2014 S/S |
| Winner  | "Different"   | co-compositor | 2014 S/S |
| Winner  | "Smile Again" | co-compositor | 2014 S/S |

## Filmografia

### Videoclipes
| Título        | Artista                      | Duração | Papel             | Referência |
| ------------- | ---------------------------- | ------- | ----------------- | ---------- |
| "One Dream"   | K-Pop Star Top 10 Finalistas | 2:51    | Ele mesmo         | [ 17 ]     |
| "Somebody"    | 15&                          | 3:20    | Ele mesmo (cameo) | [ 18 ]     |
| "Ringa Linga" | Taeyang                      | 3:49    | Ele mesmo (cameo) | [ 19 ]     |
| "Empty"       | Winner                       | 4:07    | Ele mesmo         |            |
| "Color Ring"  | Winner                       | 4:24    | Ele mesmo         |            |
| "I'm Him"     | Song Min-ho                  | 3:21    | Ele mesmo (cameo) |            |
| "Sentimental" | Winner                       | 3:43    | Ele mesmo         |            |
| "Baby Baby"   | Winner                       | 5:05    | Ele mesmo         |            |

### Aparições na televisão
| Ano       | Canal       | Título                    | Notas                |
| --------- | ----------- | ------------------------- | -------------------- |
| 2011-2012 | SBS         | K-pop Star 1              | Colocado em 4º lugar |
| 2012      | SBS         | ''Strong Heart''          | Ep.129 & 130         |
| 2013      | SBS         | K-pop Star 2              |                      |
| 2013      | Mnet        | WIN: Who Is Next?         | Membro do Team A     |
| 2013-2014 | Mnet        | Winner TV                 | Ep.1-10              |
| 2014      | KBS         | You Hee-yeol's Sketchbook |                      |
| 2014      | MBC Every 1 | Weekly Idol               | Ep.169               |
| 2016      | KBS         | You Hee-yeol's Sketchbook | Ep.307               |
| 2016      | HBS         | Happy Camp                |                      |
| 2016      | EBS 1TV     | Tok!Tok! Boni Hani        |                      |
| 2016      | JTBC        | Half-Moon Friends         |                      |
| 2016      | tvN         | Eat Sleep Eat in Krabi    | Elenco (Ep 4-6)      |